# Sư đoàn Bộ binh 6, Úc
Sư đoàn Bộ binh 6 Úc là một đơn vị thuộc quân đội Úc. Năm 1917, sư đoàn được thành lập trong một thời gian ngắn trong Thế chiến thứ nhất, nhưng bị giải tán trước khi tham chiến. Khi Thế chiến thứ hai bùng nổ, sư đoàn được tái thành lập từ một đơn vị của lực lượng Hoàng gia Úc 2. Từ năm 1940 đến năm 1941, sư đoàn tham gia Chiến dịch Bắc Phi, Chiến dịch Hy Lạp, trên đảo Crete và Syria. Năm 1942, sư đoàn đồn trú ở Trung Đông và trở về Úc, ứng phó trước sự đe dọa của Đế quốc Nhật Bản. Một phần của sư đoàn đóng quân ở Sri Lanka trong thời gian ngắn, trước khi toàn bộ sư đoàn tham gia Chiến dịch New Guinea.

## Hình thành

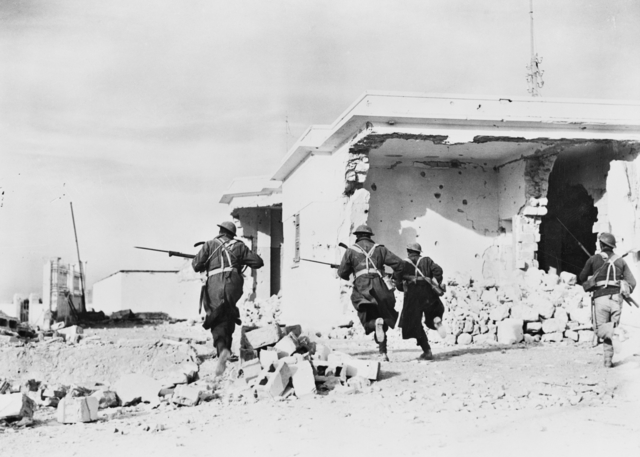
Binh sĩ Tiểu đoàn Bộ binh 2/2 xâm nhập Bardia

## Bắc Phi

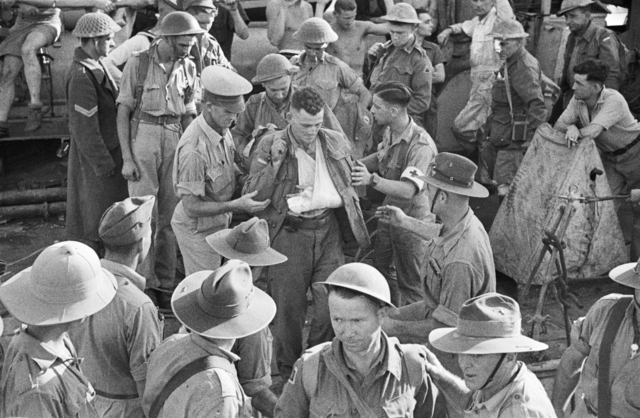
Binh lính sư đoàn 6 được sơ tán đến Alexandria sau khi được đưa ra khỏi Hy Lạp, ngày 2 tháng 5 năm 1941

## Chiến tranh Thái Bình Dương

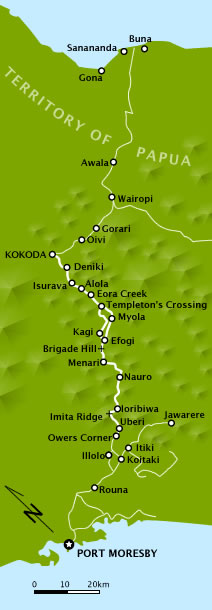
Bản đồ mô tả địa điểm dọc theo Kokoda Track

### Trận Wau

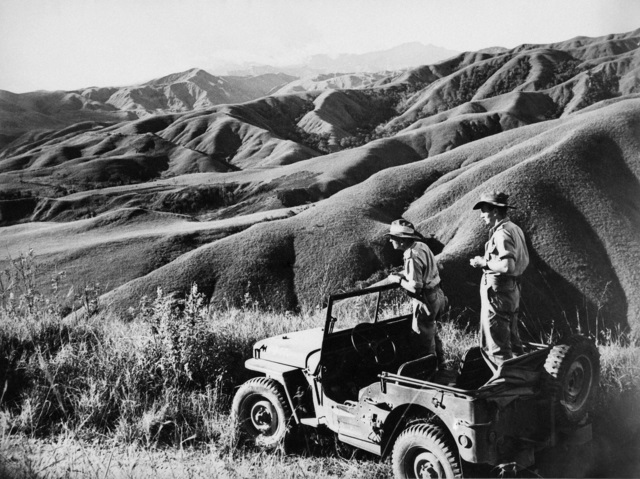
Điển hình quốc gia trong khu vực Wau-Mubo

### Chiến dịch Aitape–Wewak

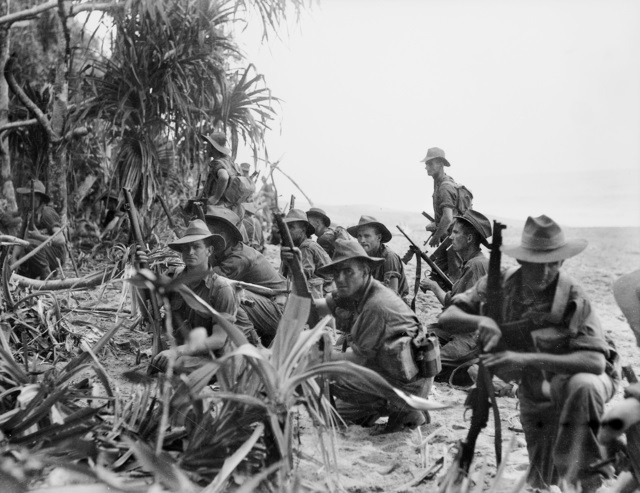
Binh sĩ Tiểu đoàn Bộ Binh 2/11 nghỉ ngơi trên bờ sông trước khi tấn công các vị trí quân đội Đế quốc Nhật Bản gần Matapau vào tháng 1 năm 1945

## Giải tán

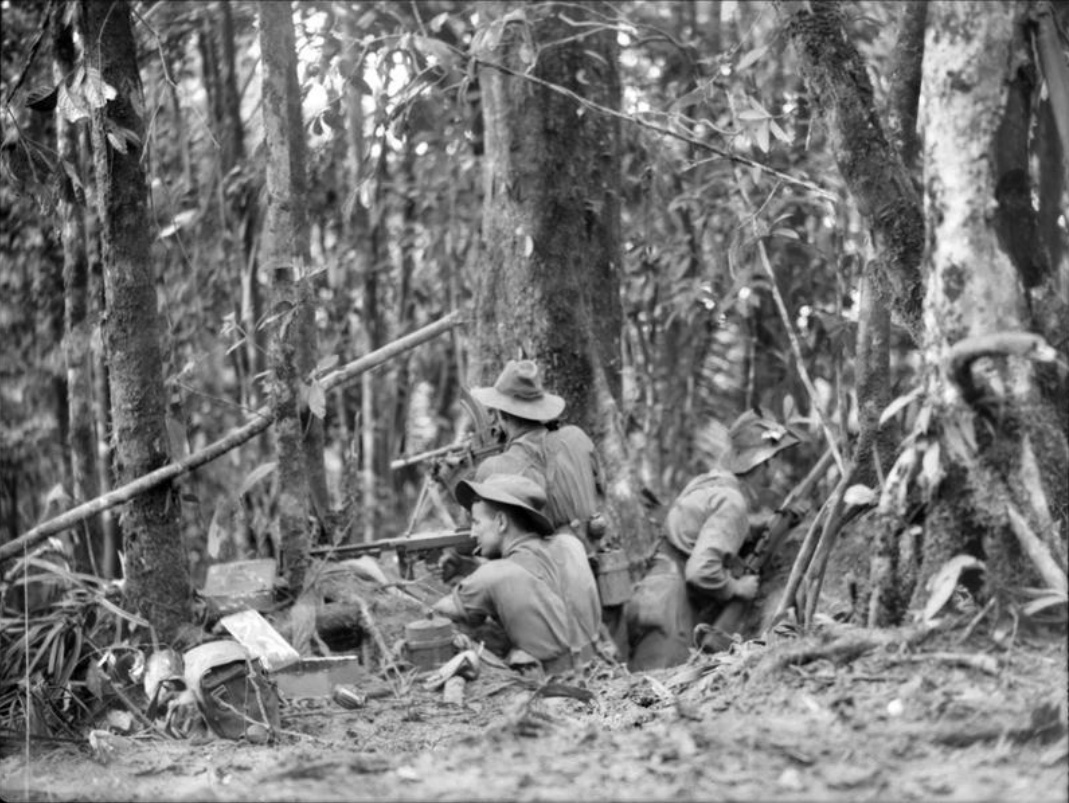
BInh sĩ Tiểu đoàn Bộ binh 2/5 quanh núi Tambu, tháng 7 năm 1943

## Tư lệnh
|   | Tên                           | Hình | Từ                | Đến               |
| - | ----------------------------- | ---- | ----------------- | ----------------- |
| 1 | Trung tướng Thomas Blamey     |      | 13 tháng 10, 1939 | 3 tháng 4, 1940   |
| 2 | Thiếu tướng Iven Mackay       |      | 4 tháng 4, 1940   | 13 tháng 8, 1941  |
| 3 | Thiếu tướng Edmund Herring    |      | 14 tháng 8, 1941  | 30 tháng 4, 1942  |
| 4 | Thiếu tướng Allan Boase       |      | 1 tháng 5, 1942   | 14 tháng 9, 1942  |
| 5 | Thiếu tướng George Alan Vasey |      | 14 tháng 9, 1942  | 14 tháng 3, 1943  |
| 6 | Thiếu tướng Jack Stevens      |      | 15 tháng 3, 1943  | 26 tháng 7, 1945  |
| 7 | Thiếu tướng Horace Robertson  |      | 26 tháng 7, 1945  | 30 tháng 11, 1945 |

### Sách
- Bishop, Les (1998). Thunder of the Guns: A History of the 2/3 Australian Field Regiment. Syndey, New South Wales: 2/3 Australian Field Regiment Association. ISBN 064635163X.
- Bradley, Phillip (2008). The Battle for Wau: New Guinea's Frontline 1942–1943. Port Melbourne, Victoria: Cambridge University Press. ISBN 978-0521-89681-8.
- Burness, Peter (2007). "The Battle of Bardia". Wartime. Số 37. tr. 26–29. ISSN 1328-2727.
- Grey, Jeffrey (2008). A Military History of Australia (ấn bản thứ 3). Melbourne, Victoria: Cambridge University Press. ISBN 978-0-521-69791-0.
- Johnston, Mark (2008). The Proud 6th: An Illustrated History of the 6th Australian Division 1939–1945. Port Melbourne, Victoria: Cambridge University Press. ISBN 978-0-521-51411-8.
- Keogh, Eustace (1965). South West Pacific 1941–45. Melbourne, Victoria: Grayflower Publications. OCLC 7185705.
- Long, Gavin (1953). Greece, Crete and Syria. Australia in the War of 1939–1945. Series 1 – Army, Volume II (ấn bản thứ 1). Canberra, Lãnh thổ Thủ đô Úc: Australian War Memorial. OCLC 3134080. Bản gốc lưu trữ ngày 1 tháng 8 năm 2013. Truy cập ngày 10 tháng 2 năm 2013.
- Palazzo, Albert (2004). "Organising for Jungle Warfare". Trong Dennis, Peter; Grey, Jeffrey (biên tập). The Foundations of Victory: The Pacific War 1943–1944. Canberra, Lãnh thổ Thủ đô Úc: Army History Unit. tr. 82–101. ISBN 978-0-646-43590-9. Bản gốc lưu trữ ngày 9 tháng 3 năm 2016. Truy cập ngày 10 tháng 2 năm 2013.{{Chú thích sách}}:  Quản lý CS1: nhiều tên: danh sách biên tập viên (liên kết)
- Thompson, Peter (2010). Anzac Fury: The Bloody Battle of Crete 1941. North Sydney, New South Wales: William Heinemann. ISBN 978-1-86471-131-8.
- Wilmot, Chester (1993) [1944]. Tobruk 1941. Ringwood, Victoria: Penguin Books. ISBN 0-14-017584-9.